# 53. Międzynarodowy Festiwal Filmowy w Cannes
53. Międzynarodowy Festiwal Filmowy w Cannes odbył się w dniach 14−25 maja 2000 roku. Imprezę otworzył pokaz brytyjskiego filmu Vatel w reżyserii Rolanda Joffé. W konkursie głównym zaprezentowane zostały 23 filmy pochodzące z 14 różnych krajów.
Jury pod przewodnictwem francuskiego reżysera Luka Bessona przyznało nagrodę główną festiwalu, Złotą Palmę, duńskiemu filmowi Tańcząc w ciemnościach w reżyserii Larsa von Triera. Drugą nagrodę w konkursie głównym, Grand Prix, przyznano chińskiemu obrazowi Diabły za progiem w reżyserii Jianga Wena.
Galę otwarcia i zamknięcia festiwalu prowadziła francuska aktorka Virginie Ledoyen.

## Członkowie jury

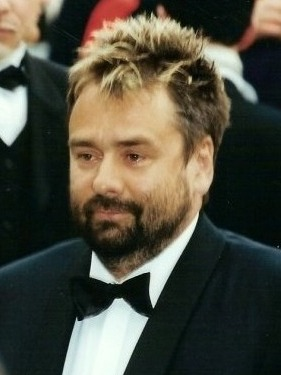
Przewodniczący jury konkursu głównego Luc Besson.

### Konkurs główny
- Luc Besson, francuski reżyser − przewodniczący jury[5]
- Jonathan Demme, amerykański reżyser
- Nicole Garcia, francuska aktorka i reżyserka
- Jeremy Irons, brytyjski aktor
- Mario Martone, włoski reżyser
- Patrick Modiano, francuski pisarz
- Arundhati Roy, indyjska pisarka
- Aitana Sánchez-Gijón, hiszpańska aktorka
- Kristin Scott Thomas, brytyjska aktorka
- Barbara Sukowa, niemiecka aktorka

### Sekcja „Un Certain Regard”
- Jane Birkin, brytyjska aktorka − przewodnicząca jury
- Chema Prado, dyrektor Filmoteki Hiszpańskiej
- Jan Schulz-Ojala, niemiecki krytyk filmowy
- Noël Tinazzi, francuski krytyk filmowy
- Marie-Noëlle Tranchant, francuska krytyczka filmowa
- Marc Voinchet, francuski dziennikarz

### Cinéfondation i filmy krótkometrażowe
- Jean-Pierre i Luc Dardenne, belgijscy reżyserzy − przewodniczący jury
- Francesca Comencini, włoska reżyserka
- Claire Denis, francuska reżyserka
- Abderrahmane Sissako, mauretański reżyser
- Mira Sorvino, amerykańska aktorka

### Złota Kamera – debiuty reżyserskie
- Otar Ioseliani, gruziński reżyser − przewodniczący jury
- Sólveig Anspach, islandzka reżyserka
- Giorgos Arvanitis, grecki operator filmowy
- Fabienne Bradfer, francuska krytyczka filmowa
- Martial Knaebel, szwajcarski krytyk filmowy
- Éric Moulin, przedstawiciel FICAM
- Céline Panzolini, francuska miłośniczka kina
- Caroline Vie-Toussaint, francuska dziennikarka

## Selekcja oficjalna

### Otwarcie i zamknięcie festiwalu
|             | Tytuł          | Reżyseria    | Kraj produkcji  |
| ----------- | -------------- | ------------ | --------------- |
| Otwierający | Vatel          | Roland Joffé | Wielka Brytania |
| Zamykający  | Anatomia sławy | Denys Arcand | Kanada          |

### Konkurs główny
Następujące filmy zostały wyselekcjonowane do udziału w konkursie głównym o Złotą Palmę:
| Tytuł polski                     | Tytuł oryginalny                    | Reżyseria         | Kraj produkcji    |
| -------------------------------- | ----------------------------------- | ----------------- | ----------------- |
| Chleb i róże                     | Bread and Roses                     | Ken Loach         | Wielka Brytania   |
| Chunhyang                        | 춘향뎐 Chunhyangdyun                | Im Kwon-taek      | Korea Południowa  |
| Kod nieznany                     | Code inconnu                        | Michael Haneke    | Francja           |
| Tańcząc w ciemnościach           | Dancer in the Dark                  | Lars von Trier    | Dania             |
| Ścieżki uczuć                    | Les destinées sentimentales         | Olivier Assayas   | Francja           |
| Esther Kahn                      | Esther Kahn                         | Arnaud Desplechin | Francja           |
| Niepokój                         | Estorvo                             | Ruy Guerra        | Brazylia          |
| Spragnieni miłości               | 花樣年華 Fa yeung nin wah           | Wong Kar-wai      | Hongkong          |
| Szybka obsługa                   | Fast Food, Fast Women               | Amos Kollek       | Stany Zjednoczone |
| Tabu                             | 御法度 Gohatto                      | Nagisa Ōshima     | Japonia           |
| Złota                            | The Golden Bowl                     | James Ivory       | Wielka Brytania   |
| Diabły za progiem                | 鬼子来了 Guizi lai le               | Jiang Wen         | Chiny             |
| Harry, twój prawdziwy przyjaciel | Harry, un ami qui vous veut du bien | Dominik Moll      | Francja           |
| Kippur                           | כיפור Kippur                        | Amos Gitaj        | Izrael            |
| Siostra Betty                    | Nurse Betty                         | Neil LaBute       | Stany Zjednoczone |
| Bracie, gdzie jesteś?            | O Brother, Where Art Thou?          | Joel Coen         | Stany Zjednoczone |
| Pieśni z drugiego piętra         | Sånger från andra våningen          | Roy Andersson     | Szwecja           |
| Ślub po rosyjsku                 | Свадьба Swadba                      | Pawieł Łungin     | Rosja             |
| Tablice                          | تخته سیاه Takhté siah               | Samira Makhmalbaf | Iran              |
| Wiarołomni                       | Trolösa                             | Liv Ullmann       | Szwecja           |
| Ślepy tor                        | The Yards                           | James Gray        | Stany Zjednoczone |
| I raz, i dwa                     | 一 一 Yi yi                         | Edward Yang       | Tajwan            |
| Eureka                           | ユリイカ Yurîka                     | Shinji Aoyama     | Japonia           |

### Pokazy pozakonkursowe
Następujące filmy zostały wyświetlone na festiwalu w ramach pokazów pozakonkursowych:
| Tytuł polski                    | Tytuł oryginalny                 | Reżyseria        | Kraj produkcji    |
| ------------------------------- | -------------------------------- | ---------------- | ----------------- |
| Kwiecień (film krótkometrażowy) | აპრილი Aprili                    | Otar Ioseliani   | ZSRR              |
| Cecil B. Demented               | Cecil B. Demented                | John Waters      | Stany Zjednoczone |
| Rozmowy z Gregorym Peckiem      | A Conversation with Gregory Peck | Barbara Kopple   | Stany Zjednoczone |
| Zbieracze i zbieraczka          | Les glaneurs et la glaneuse      | Agnès Varda      | Francja           |
| Honest                          | Honest                           | David A. Stewart | Wielka Brytania   |
| Misja na Marsa                  | Mission to Mars                  | Brian De Palma   | Stany Zjednoczone |
| Requiem dla snu                 | Requiem for a Dream              | Darren Aronofsky | Stany Zjednoczone |
| Anatomia sławy                  | Stardom                          | Denys Arcand     | Kanada            |
| Podejrzany                      | Under Suspicion                  | Stephen Hopkins  | Stany Zjednoczone |
| Vatel                           | Vatel                            | Roland Joffé     | Wielka Brytania   |
| Przyczajony tygrys, ukryty smok | 卧虎藏龙 Wo hu cang long         | Ang Lee          | Tajwan            |

### Sekcja „Un Certain Regard”
Następujące filmy zostały wyświetlone na festiwalu w ramach sekcji "Un Certain Regard":
| Tytuł polski                              | Tytuł oryginalny                           | Reżyseria                      | Kraj produkcji    |
| ----------------------------------------- | ------------------------------------------ | ------------------------------ | ----------------- |
| Pożegnanie                                | Abschied – Brechts letzter Sommer          | Jan Schütte                    | Niemcy            |
| Takie jest życie                          | Así es la vida                             | Arturo Ripstein                | Meksyk            |
| Kapitanowie kwietnia                      | Capitães de Abril                          | Maria de Medeiros              | Portugalia        |
| Djomeh                                    | جمعه Djomeh                                | Hassan Yektapanah              | Iran              |
| Ja, ty, oni                               | Eu Tu Eles                                 | Andrucha Waddington            | Brazylia          |
| Marzyłam o Afryce                         | I Dreamed of Africa                        | Hugh Hudson                    | Stany Zjednoczone |
| Jacky                                     | Jacky                                      | Fow Pyng Hu i Brat Ljatifi     | Holandia          |
| Król żyje                                 | The King Is Alive                          | Kristian Levring               | Dania             |
| Sławna Lisa Picard                        | Lisa Picard Is Famous                      | Griffin Dunne                  | Stany Zjednoczone |
| Lista kolejkowa                           | Lista de espera                            | Juan Carlos Tabío              | Kuba              |
| Zagubieni zabójcy                         | Lost Killers                               | Dito Cincadze                  | Niemcy            |
| Schyłek lata                              | Mùa hè chieu thang dung                    | Trần Anh Hùng                  | Wietnam           |
| Niedzielny sen                            | 日曜日は終わらない Nichiyobi wa owaranai   | Yōichirō Takahashi             | Japonia           |
| Dziewica rozebrana przez swych adoratorów | 오! 수정 Oh! Soo-jung                      | Hong Sang-soo                  | Korea Południowa  |
| Lubię szum morza                          | Preferisco il rumore del mare              | Mimmo Calopresti               | Włochy            |
| Pierwszy znany z imienia                  | Le premier du nom                          | Sabine Franel                  | Francja           |
| Dziewczęta z Saint-Cyr                    | Saint-Cyr                                  | Patricia Mazuy                 | Francja           |
| Miesiąc mężczyzn                          | موسم الرجال La saison des hommes           | Moufida Tlatli                 | Tunezja           |
| Na pierwszy rzut oka                      | Things You Can Tell Just by Looking at Her | Rodrigo García                 | Stany Zjednoczone |
| Ziemia Ognista                            | Tierra del fuego                           | Miguel Littin                  | Chile             |
| Wild Blue, nuty na kilka głosów           | Wild Blue, notes à quelques voix           | Thierry Knauff i Antoine Meert | Belgia            |
| Kobieta na topie                          | Woman on Top                               | Fina Torres                    | Stany Zjednoczone |

## Laureaci nagród

### Konkurs główny
Złota Palma

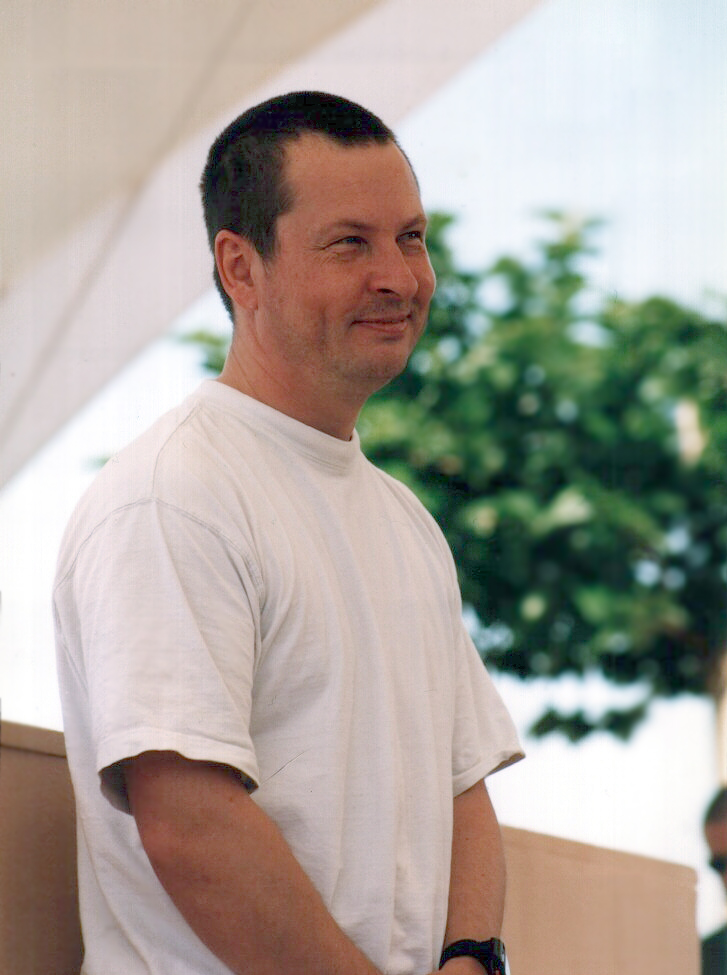
Laureat Złotej Palmy Lars von Trier.

- Tańcząc w ciemnościach, reż. Lars von Trier

Grand Prix
- Diabły za progiem, reż. Jiang Wen

Nagroda Jury
- Pieśni z drugiego piętra, reż. Roy Andersson
- Tablice, reż. Samira Makhmalbaf

Najlepsza reżyseria
- Edward Yang − I raz, i dwa

Najlepsza aktorka
- Björk − Tańcząc w ciemnościach

Najlepszy aktor
- Tony Leung Chiu Wai − Spragnieni miłości

Najlepszy scenariusz
- James Flamberg i John C. Richards − Siostra Betty

### Sekcja „Un Certain Regard”
Nagroda Główna

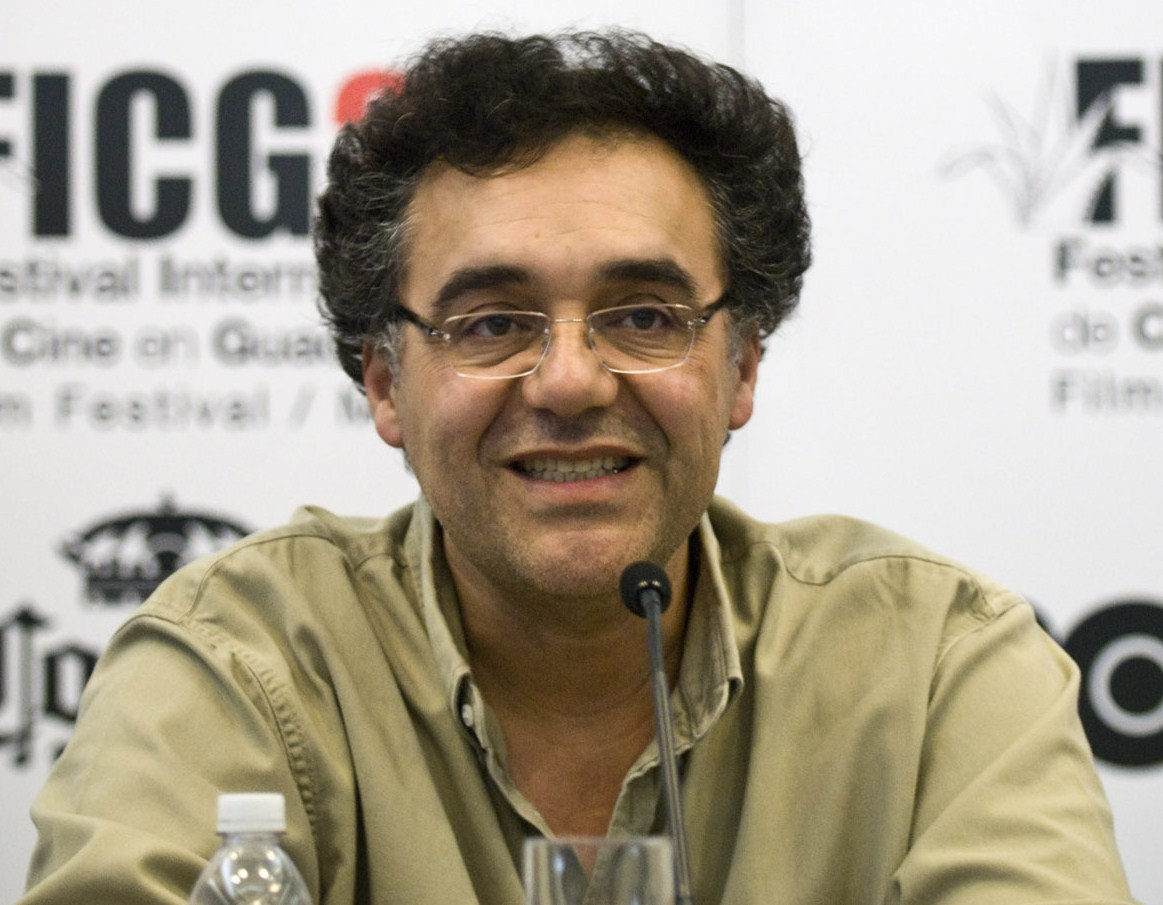
Zwycięzca sekcji „Un Certain Regard” Rodrigo García.

- Na pierwszy rzut oka, reż. Rodrigo García

Wyróżnienie Specjalne
- Ja, ty, oni, reż. Andrucha Waddington

### Konkurs filmów krótkometrażowych
Złota Palma dla najlepszego filmu krótkometrażowego
- Cienie, reż. Raymond Red

Nagroda Cinéfondation dla najlepszej etiudy studenckiej
- I miejsce:  Five Feet High and Rising, reż. Peter Sollett
- II miejsce:  Kinu'ach, reż. Amit Sakomski /  Kiss It Up to God, reż. Caran Hartsfield
- III miejsce:  Indien, reż. Pernille Fischer Christensen /  Nocny kurs, reż. Chuyên Bui Thac

Nagroda Kodaka dla najlepszego filmu krótkometrażowego
- Salam, reż. Souad El-Bouhati
  - Wyróżnienie:  C'est pas si compliqué, reż. Xavier de Choudens

### Wybrane pozostałe nagrody

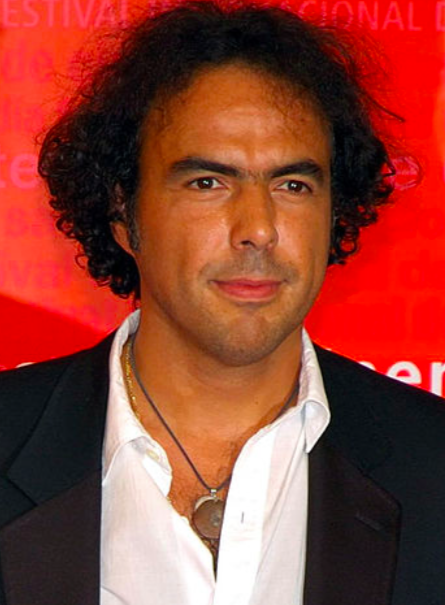
Nagrodzony reżyser Alejandro González Iñárritu.

Złota Kamera za najlepszy debiut reżyserski
- Czas pijanych koni, reż. Bahman Ghobadi
- Djomeh, reż. Hassan Yektapanah

Nagroda Główna w sekcji „Międzynarodowy Tydzień Krytyki”
- Amores perros, reż. Alejandro González Iñárritu

Nagroda Główna w sekcji "Quinzaine des Réalisateurs" – CICAE Award
- Jaime, reż. António-Pedro Vasconcelos

Nagroda FIPRESCI
- Konkurs główny:  Eureka, reż. Shinji Aoyama
- Sekcje paralelne:  Czas pijanych koni, reż. Bahman Ghobadi

Nagroda Jury Ekumenicznego
- Eureka, reż. Shinji Aoyama
  - Wyróżnienie:   Kod nieznany, reż. Michael Haneke /  Szybka obsługa, reż. Amos Kollek

Wielka Nagroda Techniczna
- Christopher Doyle i Mark Lee Ping-bing za zdjęcia oraz William Chang za montaż do filmu Spragnieni miłości

Nagroda Młodych
- Najlepszy film zagraniczny:  Zbuntowana, reż. Karyn Kusama
- Najlepszy film francuski:  Dziewczęta z Saint-Cyr, reż. Patricia Mazuy
  - Wyróżnienie:   Nico i Dani, reż. Cesc Gay

Nagroda im. François Chalais dla filmu propagującego znaczenie dziennikarstwa
- Kippur, reż. Amos Gitaj